# Idem (singolo)
Idem è un singolo del cantautore Italiano Gazzelle, pubblicato il 10 marzo 2023 come secondo estratto dal quarto album in studio Dentro.
Il brano è stato inserito da Recensiamo Musica tra le 100 canzoni indie più belle del 2023.

## Descrizione
A proposito del significato del brano, Gazzelle ha dichiarato:

## Tracce
Testi di Flavio Bruno Pardini, musiche di Flavio Bruno Pardini e Federico Nardelli.
1. Idem – 3:28

## Classifiche
| Classifica (2023) | Posizione massima |
| ----------------- | ----------------- |
| Italia            | 21                |